# Скалка-над-Вагом
Скалка-над-Вагом (словац. Skalka nad Váhom) — село, громада округу Тренчин, Тренчинський край. Кадастрова площа громади — 8.68 км².
Населення 1177 осіб (станом на 31 грудня 2020 року).

## Історія
Скалка-над-Вагом згадується 1208 року.

## Населення
| Рік:            | 1994. | 2004.    | 2014.   | 2024.   |
| --------------- | ----- | -------- | ------- | ------- |
| Кількість осіб: | 974   | 1077     | 1173    | 1278    |
| Різниця:        |       | +10,57 % | +8,91 % | +8,95 % |

| Рік:            | 2023. | 2024.   |
| --------------- | ----- | ------- |
| Кількість осіб: | 1226  | 1278    |
| Різниця:        |       | +4,24 % |